# Bernard Pollard
Bernard Karmell Pollard (født 23. december 1984 i Fort Wayne, Indiana, USA) er en amerikansk footballspiller, der spiller i NFL som safety for Tennessee Titans. Han kom ind i ligaen i 2006, og har tidligere spillet for Kansas City Chiefs, Houston Texans og Baltimore Ravens.

## Klubber
- Kansas City Chiefs (2006–2008)
- Houston Texans (2009–2010)
- Baltimore Ravens (2011–2012)
- Tennessee Titans (2013–)